# Roman Ryczkowski

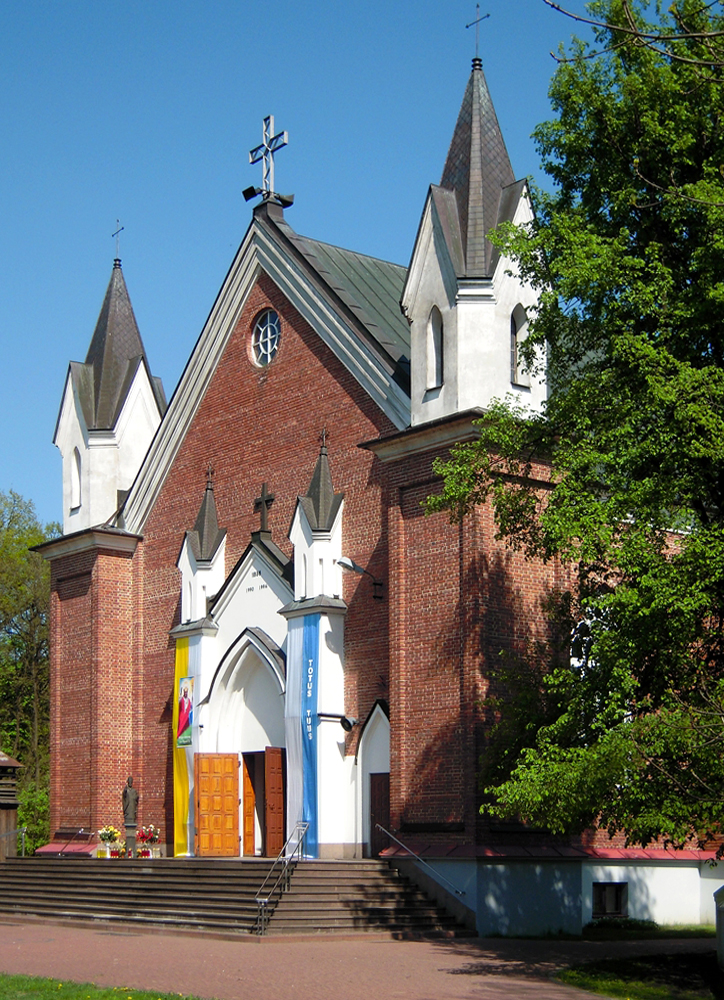
Kościół Wniebowzięcia Najświętszej Maryi Panny w Woli Osowińskiej (obecnie rozbudowany)

Roman Ryczkowski (ur. 9 października 1901 w Węgrowie, zg. 30 maja 1940 w Plancie) – ksiądz rzymskokatolicki, założyciel parafii Narodzenia Najświętszej Maryi Panny w Woli Osowińskiej, rozstrzelany wraz ze swoimi 50 parafianami w Plancie, koło Wohynia w pow. radzyńskim.

## Życiorys
Urodził się 9 października 1901 roku w Węgrowie. Tam też uczęszczał do Szkoły Powszechnej. Następnie poszedł do Gimnazjum w Sokołowie Podlaskim, tam ukończył klasę III, następnie przeniósł się do Gimnazjum Powiatowego w Węgrowie do klasy IV. W 1920 roku został powołany do służby wojskowej. Po odsłużeniu 10 miesięcy zwolniono go z wojska, po czym udał się na kursy dokształcające do Siedlec, aby kontynuować rozpoczętą naukę w klasie V i VI. Kursu nie ukończył, ponieważ po raz drugi powołano go do wojska. Edukację gimnazjalną ukończył w Brześciu nad Bugiem. Następnie udał się do Wyższego Seminarium Duchownego w Janowie Podlaskim. Wyświęcony został 3 września 1928 roku przez ks. bp Henryka Przeździeckiego - ówczesnego ordynariusza Diecezji Podlaskiej. Najpierw trafił jako wikariusz do parafii w Garwolinie (Parafia p.w. Przemienienia Pańskiego - lata 1928-1929) i Międzyrzeca Podlaskiego (Parafia p.w. św. Józefa Oblubieńca Najświętszej Maryi Panny - lata 1929-1930). Kolejną posługą dla wikariusza był parafia w Kocku (Parafia p.w. Wniebowzięcia Najświętszej Maryi Panny). W tym samym roku 1930 z polecenia ordynariusza zaczął tworzyć parafię w Woli Osowińskiej, która wówczas wchodziła w skład parafii Kock. W Woli Osowińskiej ks. Ryczkowski sprawował posługę duszpasterską w Kaplicy dworskiej, która później stała się kościołem parafialnym. W 1930 roku mieszkańcy Woli i okolicznych wsi wystąpili z prośbą do ks. bp Henryka Przeździeckiego o utworzenie parafii Narodzenia Najświętszej Maryi Panny w Woli Osowińskiej. Ksiądz biskup rozpatrzył prośbę pozytywnie i z dniem 8 września 1930 roku erygował parafię, a jej proboszczem ustanowił ks. Romana Ryczkowskiego. Ksiądz proboszcz Roman Ryczkowski miał wielkie zadanie do wykonania: budowa kościoła, plebanii i budynków gospodarczych. Wybrano Komitet Budowy na zebraniu ogólnym w dniu 11 stycznia 1931 roku. W Woli Osowińskiej zorganizował on wiele bractw: Tercjarstwo, Bractwo Różańcowe, Stowarzyszenie Młodzieży Męskiej i Żeńskiej. Ksiądz Roman z Woli Osowińskiej odszedł w styczniu 1932 roku, zdążył wybudować plebanię i budynki gospodarcze, plany budowy kościoła zostały spełnione dopiero w 1994 roku przez ks. Jana Madeja. W styczniu 1932 roku odszedł do Sosnowicy. Następnie był proboszczem w parafii Przemienienia Pańskiego i św. Andrzeja Boboli w Rudnie.
Zginął 30 maja 1940 roku w Plancie, koło Wohynia w pow. radzyńskim, wraz z 50 swoimi parafianami. Istnieją dwie wersje jego śmierci. Pierwsza mówi, że ks. Ryczkowski został zwolniony tak jak 50 innych (bo na rozstrzał wzięto 100 osób), ale nie chciał opuścić skazanych na śmierć mimo kilkakrotnego wezwania, stanowczo twierdząc, że i ci są niewinni, udzielił im ogólnego rozgrzeszenia i razem z nimi zginął; inna wersja mówi że ks. Ryczkowski ofiarował siebie za wszystkich, ale uznano tylko połowę i tę zwolniono.
Z okazji 60-lecia istnienia parafii Narodzenia Najświętszej Maryi panny w Woli Osowińskiej wierni wmurowali tablicę pamiątkową w kościele poświęconą ks. Romanowi Ryczkowskiemu, pierwszemu proboszczowi i założycielowi parafii.
19 grudnia 2019 r. ks. Roman Ryczkowski został pośmiertnie odznaczony Krzyżem Oficerskim Orderu Odrodzenia Polski.